# Le Sexe fort
Pour plus de détails, voir Fiche technique et Distribution.
Le Sexe fort est un film d'anticipation mexicain réalisé par Emilio Gómez Muriel, sorti en 1946.

## Synopsis
Plusieurs années après la guerre atomique, un Espagnol et un Mexicain se retrouvent échoués dans l'Île de Sibila, une île entièrement gouvernée par des femmes, les hommes étant tous barbus, réduits en esclavage et confinés aux tâches domestiques. L'arrivée des deux intrus va chambouler l'ordre social de cette petite communauté.

## Fiche technique
- Titre original : El sexo fuerte
- Titre français  : Le Sexe fort
- Réalisateur :  Emilio Gómez Muriel
- Scénario : Humberto Gómez Landero, Miguel Morayta
- Musique : Rosalío Ramírez
- Photographie : Agustín Martínez Solares
- Genre : comédie, science-fiction
- Durée : 81 minutes
- Pays :  Mexique
- Langue : Espagnol
- Dates de sortie :
  -  France : 25 avril 1951
  -  Mexique : 23 mai 1946

## Distribution
- Mapita Cortés : la reine Eva XLV
- Rafael Baledón : Adan Preciado
- Ángel Garasa : Curro Calvo
- Delia Magaña : la secrétaire de la reine
- Emperatriz Carvajal : la ministre de la guerre
- José Pidal : Don León
- Evelia Martínez : la commissaire priseur
- Olga Letícia Mendoza : une sergente
- América Imperio : une sergente
- Pedro de Aguillón
- Alma Rosa Aguirre
- Elsa Aguirre : la ministre de la santé
- Elisa Christy : la ministre du gouvernement
- Julio Daneri : un prisonnier
- José Escanero : un prisonnier
- Héctor Mateos : un homme au cabaret
- Francisco Reiguera : un prisonnier
- Humberto Rodríguez : un futur époux
- Hernán Vera : un prisonnier